# Arachnopusia corniculata
Arachnopusia corniculata är en mossdjursart som beskrevs av Hayward och Cook 1983. Arachnopusia corniculata ingår i släktet Arachnopusia och familjen Arachnopusiidae. Inga underarter finns listade i Catalogue of Life.